# Lineaire generator
Een lineaire generator is een elektrische generator die een rechtlijnige beweging omzet in elektrische energie. Het is de tegenhanger van een lineaire inductiemotor. 

## Werking
Net als andere generatoren werkt ook een lineaire genarator door middel van elektromagnetische inductie. Als een magneet beweegt ten opzichte van een elektromagnetische spoel, verandert de magnetische flux en als gevolg daarvan wordt in de spoel een elektrische stroom geïnduceerd. Maar waar een gewone generator een roterende mechanische beweging omzet in elektrische energie, maakt een lineaire generator gebruik van een, eventueel heen-en-weergaande, beweging in een rechte lijn.

## Toepassingen
De eenvoudigste uitvoering van een lineaire generator is een schudlantaarn. Deze zaklantaarn bevat een spoel en een beweegbare permanente magneet. Wanneer de zaklantaarn heen en weer wordt bewogen, oscilleert de magneet binnen de spoel en induceert deze een elektrische stroom. Deze stroom wordt gebruikt om een condensator op te laden, die de energie opslaat voor later gebruik. Deze energie wordt door een lamp, vaak in de vorm van een led, omgezet in een bundel licht.